# Baby KARA
Baby KARA（ベイビーカラ、韓: 베이비 카라）は、韓国の女性アイドルグループKARAの7人組姉妹ユニットである。2014年5月27日から7月1日にMBCミュージックで放送された、KARAの新メンバーを選抜するオーディション番組『KARAプロジェクト～KARA The Beginning』内で結成された。

## 概要
2014年3月、DSPメディア所属の人気ガールズグループKARAで内部分裂が起き、メンバー2名が脱退。3人体制となったKARAの新メンバーを選抜することを目的として、オーディション番組『KARAプロジェクト～KARA The Beginning』が計画された。
同年5月17日、日本を拠点として活動していたDSPメディア所属のガールズグループPURETTYが解散し、メンバーであったシユン、ソミン、チェギョンの3人が同プロジェクトに合流。
同年5月27日、DSPメディアの練習生7人で、番組内での期間限定ガールズユニットBaby KARAを結成。3ヵ月間に渡ってKARAの楽曲の歌唱やダンスのレッスンを行い、その様子は番組内で放送された。視聴者や審査委員からの投票の結果、ソジン、ヨンジ、ソミン、チェウォンの4人が生放送に出演する最終メンバーに選出され、シユン、チェギョン、イジの3人が脱落。最終的に、1位を獲得したヨンジが追加メンバーに選抜された。
2015年2月24日、1人目の候補生であり、加入メンバーから脱落したソジンが、大田広域市のマンションで10階から飛び降り、倒れているところを発見され、病院に搬送された後に死亡が確認された。後にソジンが約１カ月前にDSPメディアとの練習生契約を解消していたことと、最近までうつ病を患っていたことが報じられた。

## メンバー
| 名前       | 本名             | 本名   | 本名     | 本名            | 生年月日                | 出身地                  | 備考 | 順位 |
| 名前       | 仮名             | 漢字   | ハングル | 英字            | 生年月日                | 出身地                  | 備考 | 順位 |
| ---------- | ---------------- | ------ | -------- | --------------- | ----------------------- | ----------------------- | --- | ---- |
| ソジン     | アン・ソジン     | 安素真 | 안소진   | Ahn So-Jin      | 1992年5月25日（23歳没） | 大韓民国 全羅北道益山市 | - 練習生期間5年 - 2015年に死去                                                                                     | 3位  |
| ヨンジ     | ホ・ヨンジ       | 許齡智 | 허영지   | Hur Young-Ji    | 1994年8月30日（30歳）   | 大韓民国 京畿道高陽市   | - 元Core Contents Media練習生 - 元KEYEAST練習生 - 2014年にKARA加入                                                 | 1位  |
| シユン     | チョ・シユン     | 曺時倫 | 조시윤   | Cho Si-Yoon     | 1996年2月21日（29歳）   | 大韓民国                | - 元PURETTYメンバー - 2016年にPRODUCE 101出演                                                                      | 6位  |
| チェギョン | ユン・チェギョン | 尹彩暻 | 윤채경   | Yoon Chae-Kyung | 1996年7月7日（28歳）    | 大韓民国 仁川広域市     | - 元PURETTYメンバー - 2016年にPRODUCE 101出演 - 2016年にAPRIL加入                                                  | 5位  |
| ソミン     | チョン・ソミン   | 全昭珉 | 전소민   | Jeon So-Min     | 1996年8月22日（28歳）   | 大韓民国 ソウル特別市   | - 練習生期間4年 - 元PURETTYメンバー - 2015年にAPRIL結成 - 2016年にKARD結成                                         | 2位  |
| チェウォン | キム・チェウォン | 金採媛 | 김채원   | Kim Chae-Won    | 1997年11月8日（27歳）   | 大韓民国 忠清南道公州市 | - 練習生期間3年 - 2015年にAPRIL結成                                                                                | 4位  |
| ユジ       | ソン・ユジ       | 孫有知 | 손유지   | Son Yu-Ji       | 1998年11月25日（26歳）  | 大韓民国                | - 2012年にK-POP STAR 2出演 - 2013年にYouU結成 - GHエンターテインメント移籍 - 2017年にApple.B結成 - 2019年に3YE結成 | 7位  |